# Mina (imię)
Mina – imię rozmaitego pochodzenia. W  niektórych kulturach posługuje się nim jako imieniem żeńskim, a w innych kulturach jest to imię męskie.

## Egipt
W Egipcie Mina (dialekt egipski języka arabskiego: مينا), także Mena albo Meena, jest męskim imieniem chrześcijańskim:
- Menas z Egiptu
- Menas (biskup Połocka)

## Japonia
W Japonii Mina to imię żeńskie.
- Mina Miyōi (ur. 1997) – japońska piosenkarka i członkini południowokoreańskiego zespołu Twice.
- Mina Watanabe (ur. 1985) – japońska judoczka

## Korea
U Koreańczyków Mina to imię żeńskie. Występują dwa warianty zapisu, Mi-na ((kor.)) i Min-a ((kor.)), z użyciem różnych piktogramów.
- Kwon Min-ah (ur. 1993) – południowokoreańska aktorka

## Język perski
W Iranie Mina (pers. ‏مینا‎) jest imieniem żeńskim, oznaczającym „błękit” albo „emalia”.
- Mina Ahadi (ur. 1956), irano-austriacka aktywistka polityczna
- Mina Assadi (ur. 1943), irańska poetka i dziennikarka
- Mina Nouri (ur. 1951), irańska malarka

## Inne
Mina może być zdrobnieniem od Herminy i Wilhelminy.
- Mina Karadžić, właśc. Wilhelmina Karadžić (1828–1894) – serbska malarka, córka Vuka Karadžicia
- Mina (ur. 1940) – włoska piosenkarka

## Postacie fikcyjne
- Mina – przyjaciółka głównej bohaterki z serii komiksowej Lou!
- Mina Harker (z domu Murray) – bohaterka powieści Drakula
- Mina Ashido (三奈) – bohaterka anime i mangi My Hero Academia – Akademia bohaterów